# British Columbia Scotties Tournament of Hearts
British Columbia Scotties Tournament of Hearts - prowincjonalne mistrzostwa kobiet Kolumbii Brytyjskiej w curlingu, zwycięzca występuje jako reprezentacja prowincji na Tournament of Hearts. Zawody rozgrywane są od 1951, Kolumbia Brytyjska brała udział we wszystkich mistrzostwach Kanady - od 1961.

## System gry i kwalifikacje
Obecnie w turnieju rywalizuje ze sobą 8 drużyn, grają ze sobą systemem kołowym. 
Do zawodów kwalifikują się:
- Dwie drużyny najwyżej notowane w rankingu CTRS
- Po trzy najlepsze drużyny z dwóch otwartych turniejów kwalifikacyjnych.

## Mistrzynie Kolumbii Brytyjskiej
| Rok  | Czwarta             | Trzecia             | Druga               | Otwierająca         | Miasto          | Pozycja na ToH |
| ---- | ------------------- | ------------------- | ------------------- | ------------------- | --------------- | -------------- |
| 1951 | Anne Allen          | Mary Jefferson      | Phylis Carpenter    | Esther Miller       | Vancouver       | x              |
| 1952 | Lu Maartman         | Isobel Leith        | Edith Livingstone   | Rose Lilley         | Kimberley       | x              |
| 1953 | Lu Maartman         | Ina Hansen          | Isabel Leith        | Rose Lilley         | Kimberley       | x              |
| 1954 | Lil Lyon            | Eileen McCanell     | Isabel Morris       | Marg Johnston       | Trail           | x              |
| 1955 | Mary DeGirolaimo    | Laura Wallace       | Vi Bush             | Muriel Hesse        | Nelson          | x              |
| 1956 | Marie McAllister    | Betty Tansley       | Lois Haddon         | Isabel Campbell     | Vancouver       | x              |
| 1957 | Margaret Fuller     | Pat Good            | Sylvia Koster       | Edna Quinney        | Nanaimo         | x              |
| 1958 | Lois Haddon         | Betty Tansley       | Isabel Campbell     | Ruth Ward           | Vancouver       | x              |
| 1959 | Marge Tegart        | Betty Dunning       | Sally Thorarison    | Blanch Nore         | Salmon Arm      | x              |
| 1960 | Irene Fraser        | Vivianne Chatenay   | Connie Abbot        | Diana Lawrence      | Vancouver       | x              |
| 1961 | Margaret Fuller     | Sylvia Koster       | Edna Quinney        | Fernande Smith      | Nanaimo         | 4.             |
| 1962 | Ina Hansen          | Ada Calles          | Isabel Leith        | May Shaw            | Kimberley       |                |
| 1963 | Ina Hansen          | Ada Calles          | Isabel Leith        | May Shaw            | Kimberley       |                |
| 1964 | Ina Hansen          | Ada Calles          | Isabel Leith        | May Shaw            | Kimberley       |                |
| 1965 | Leslie Cmolik       | Joyce Smart         | Janet Thompson      | Marnie Robertson    | Kelowna         | 5.             |
| 1966 | Marg Cooke          | Ruth Hebert         | Eva Glover          | Marion Ellison      | Vancouver       |                |
| 1967 | Joy Mitchell        | Polly Mitchell      | Verle McKeown       | Sheila Phillips     | Kitimat         | 7.             |
| 1968 | Myrtle Fashoway     | Anne McLay          | Fern Hawkes         | Eleanor Campbell    | Cranbrook       |                |
| 1969 | May Shaw            | Mary Yaschuk        | Carol Klinck        | Barbara Weir        | Kimberley       | 5.             |
| 1970 | Donna Clark         | Mavis Gordon        | Marjorie Mitchell   | Gladys Nord         | Vancouver       |                |
| 1971 | Ina Hansen          | Ada Calles          | Carol Klinck        | Gilbert Bailey      | Kimberley       |                |
| 1972 | Sharon Bettesworth  | Barbara Benton      | Kae Minchin         | Sheila Reeves       | Kitimat         | 8.             |
| 1973 | Karin Kaese         | Shannon Blackburn   | Loretta Alhstrom    | Donna Dun           | Nanaimo         |                |
| 1974 | Marion Radcliffe    | Karen Lovdahl       | Phyl McCrady        | Darlene Tucker      | Kelowna         |                |
| 1975 | Marion Radcliffe    | Karen Lovdahl       | Phyl McCrady        | Marjorie Newton     | Kelowna         | 4.             |
| 1976 | Lindsay Davie       | Dawn Knowles        | Robin Klassen       | Lorraine Bowles     | North Vancouver |                |
| 1977 | Heather Kerr        | Bernice McCallan    | Shirley Snihur      | Una Goodyear        | Richmond        | 4.             |
| 1978 | Heather Haywood     | Bernice McCallan    | Shirley Snihur      | Una Goodyear        | Richmond        | 4.             |
| 1979 | Lindsay Sparkes     | Dawn Knowles        | Robin Wilson        | Lorraine Bowles     | North Vancouver |                |
| 1980 | Joan Dexter         | Lou Logan           | Nance Turney        | Lynne Axford        | New Westminster | 4.             |
| 1981 | Barbara Parker      | Sharon Hastings     | Donna Cunliffe      | Sheila Mellis       | Courtenay       | 4.             |
| 1982 | Barbara Parker      | Sharon Hastings     | Donna Cunliffe      | Sheila Mellis       | Courtenay       |                |
| 1983 | Heather Kerr        | Bernice McCallan    | Sherry Lethbridge   | Sandy McCubbin      | Richmond        | 5.             |
| 1984 | Lindsay Sparkes     | Linda Moore         | Debbie Orr          | Laurie Carney       | North Vancouver |                |
| 1985 | Linda Moore         | Lindsay Sparkes     | Debbie Jones        | Laurie Carney       | North Vancouver |                |
| 1986 | Heather Kerr        | Bernice McCallan    | Sherry Lethbridge   | Rita Imai           | Richmond        | 10.            |
| 1987 | Pat Sanders         | Georgina Hawkes     | Louise Herlinveaux  | Deb Massullo        | Victoria        |                |
| 1988 | Christine Stevenson | Cynthia Tucker      | Diane Nelson        | Sandra Martin       | Esquimalt       | 4.             |
| 1989 | Julie Sutton        | Pat Sanders         | Georgina Hawkes     | Melissa Soligo      | Victoria        | 5.             |
| 1990 | Kelley Atkins       | Donna Maitland      | Karen Koyanagi      | Terry Ridley        | Golden Ears     | 9.             |
| 1991 | Julie Sutton        | Jodie Sutton        | Melissa Soligo      | Karri Willms        | Victoria        |                |
| 1992 | Lisa Anne Walker    | Kelley Owens        | Cindy McArdle       | Cathy Sauer         | Richmond        |                |
| 1993 | Julie Sutton        | Jodie Sutton        | Melissa Soligo      | Karri Willms        | Victoria        | 4.             |
| 1994 | Diane Dalio         | Donna Gervais       | Rae Ann Copeland    | Lorraine Flannigan  | Prince George   | 6.             |
| 1995 | Marla Geiger        | Kelley Owen         | Sherry Fraser       | Christine Jurgenson | Richmond        | 6.             |
| 1996 | Jodi Busche         | Lorelei Garnett     | Debra London        | Bev Wieler          | Fort St. John   | 8.             |
| 1997 | Kelley Owen         | Marla Geiger        | Sherry Fraser       | Christine Jurgenson | Richmond        | 12.            |
| 1998 | Sue Garvey          | Jan Wiltzen         | Allison MacInnes    | Valerie Lahucik     | Kamloops        | 4.             |
| 1999 | Pat Sanders         | Michelle Harding    | Cindy Tucker        | Denise Byers        | Victoria        | 11.            |
| 2000 | Kelley Law          | Julie Skinner       | Georgina Wheatcroft | Diane Nelson        | Richmond        |                |
| 2001 | Shelley Macdonald   | Lisa Whitaker       | Adina Tasaka        | Jacalyn Brown       | Richmond        | 11.            |
| 2002 | Kristy Lewis        | Krista Bernard      | Denise Blashko      | Susan Allen         | Richmond        | 6.             |
| 2003 | Toni Fister         | Teri Fister         | Denise Byers        | Angela Strachan     | Golden Ears     | 10.            |
| 2004 | Georgina Wheatcroft | Diane McLean        | Shellan Reed        | Diane Dezura        | Royal City      | 9.             |
| 2005 | Kelly Scott         | Michelle Allen      | Sasha Carter        | Renee Simons        | Kelowna         |                |
| 2006 | Kelly Scott         | Jeanna Schraeder    | Sasha Carter        | Renee Simons        | Kelowna         |                |
| 2007 | Kelley Law          | Georgina Wheatcroft | Shannon Aleksic     | Darah Provencal     | Royal City      | 8.             |
| 2008 | Allison MacInnes    | Karla Sparks        | Janelle Yardley     | Amanda Brennan      | Kamloops        | 9.             |
| 2009 | Marla Mallett       | Grace MacInnes      | Diane Gushulak      | Jacalyn Brown       | Vancouver       |                |
| 2010 | Kelly Scott         | Jeanna Schraeder    | Sasha Carter        | Jacquie Armstrong   | Kelowna         | 4.             |
| 2011 | Kelly Scott         | Jeanna Schraeder    | Sasha Carter        | Jacquie Armstrong   | Kelowna         | 5.             |
| 2012 | Kelly Scott         | Dailene Sivertson   | Sasha Carter        | Jacquie Armstrong   | Kelowna         |                |
| 2013 | Kelly Scott         | Jeanna Schraeder    | Sasha Carter        | Sarah Wazney        | Kelowna         |                |
| 2014 | Kesa Van Osch       | Stephanie Baier     | Jessie Sanderson    | Carley Sandwith     | Victoria        | 6.             |
| 2015 | Patti Knezevic      | Kristen Fewster     | Jen Rusnell         | Rhonda Camozzi      | Prince George   | 12.            |
| 2016 | Karla Thompson      | Kristen Recksiedler | Tacey Lavery        | Trysta Vandale      | Kamloops        | 11.            |
| 2017 | Marla Mallett       | Shannon Aleksic     | Brette Richards     | Blaine de Jager     | Maple Ridge     | 12.            |
| 2018 | Kesa Van Osch       | Marika Van Osch     | Kalia Van Osch      | Amy Gibson          | Nanaimo         | 7.             |

## Reprezentacja Kolumbii Brytyjskiej na Tournament of Hearts i mistrzostwach świata
Kolumbia Brytyjska zajmuje 3. miejsce w tabeli medalowej mistrzostw Kanady, wygrywała ten turniej 9-krotnie, 5 razy zdobywała srebrne medale a 10 brązowe. 5 razy po wygraniu mistrzostw Kolumbijki grały dodatkowo jako obrończynie tytułów w Team Canada. Występy w latach 1986, 1988, 1992 i 2001 zespół ten kończył na 2. miejscu, w 2007 Kelly Scott zdołała obronić tytuł mistrzyń.
Reprezentantki tej prowincji wygrały mistrzostwa w 1979, kiedy to po raz pierwszy rozegrano mistrzostwa świata, Kanadyjki zajęły 3. miejsce. W mistrzostwach świata wystąpiły później jeszcze 5 razy, zdobywając 3 złote, oraz po jednym srebrnym i brązowym medalu. Ponadto w 2007 Scott zdobyła również złoty medal.